# Andamanhjälmörn
Andamanhjälmörn (Spilornis elgini) är en hotad asiiatisk fågel i familjen hökar. Den förekommer endast i ögruppen Andamanerna öster om Bengaliska viken.

## Utseende och läte
Andamanhjälmörnen är med en kroppslängd på 51–59 cm och vingbredden 115–135 cm en medelstor hjälmörnar. Fjäderdräkten är påtagligt mörk. Adulta fåglar har mörkbrun undersida med vita fläckar. Ovansidan av stjärten är brungråbandad medan undersidan har två smala gråvita band. Smala gråvita band syns även på undersidan av vingpennorna. Ungfågeln är ljusare brun, med vita kanter på hjäss- och nackfjädrarna, mörk fläck på örontäckarna och tydligare bandning på undersida av vingar och stjärt. Lätena består av vassa och klara visslingar och skiljer sig tydligt från vida spridda orienthjälmörnen.

## Utbredning och systematik
Fågeln förekommer enbart i skogar i indiska ögruppen Andamanöarna. Där häckar den sympatriskt med orienthjälmörnens underart davisoni. Den behandlas som monotypisk, det vill säga att den inte delas in i några underarter.

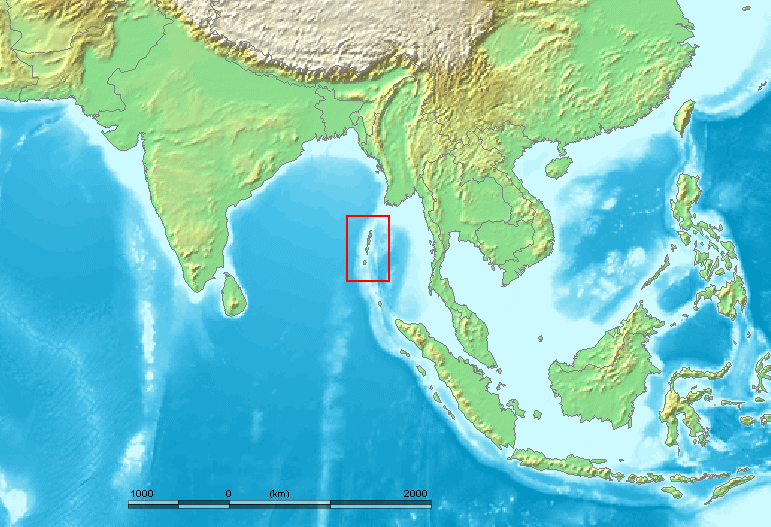
Fågeln är endemisk för Andamanöarna öster om Bengaliska viken.

## Levnadssätt
Arten föredrar slutna fuktiga städsegröna skogar på öarnas mitt, även om den kan ses vid kusten på vissa ställen. Den har dock påträffats också i andra miljöer, som i skog påverkad av människan och jordbruksområden, potientiellt även i våtmarker och kustområden. Den har setts ta råttor, ödlor och ormar, liksom krabbor och räkor. Den verkar vara ekologiskt åtskild från orienthjälmörnen som hittas i kustskogar.

## Status
Andamanhjälmörnen har ett litet utbredningsområde och tros dessutom minska i antal på grund av skogssavverkning till förmån för jordbruk och bebyggelse. Även jakt kan ligga bakom. Den tros fortfarande vara relativt vanlig, men populationen är liten (endast 1 000–4 000 vuxna individer) och fragmenterad. Internationella naturvårdsunionen IUCN anser den därför vara hotad och placerar den i hotkategorin sårbar.

## Namn
Fågelns vetenskapliga artnamn hedrar James Bruce, 8:e earl av Elgin och 12:e earl av Kincardine (1811-1863), brittisk kolonialtjänsteman, guvernör av Jamaica 1842–1846, generalguvernör av Kanada 1847–1854, samt vicekung av Indien 1862-1863.